# Nicholas Hudson
Nicholas Gilbert Erskine Hudson (* 14. Februar 1959 in Wimbledon, England) ist ein englischer Geistlicher und römisch-katholischer Weihbischof in Westminster.

## Leben
Nicholas Hudson empfing am 19. Juli 1986 das Sakrament der Priesterweihe.
Papst Franziskus ernannte ihn am 31. März 2014 zum Titularbischof von Sanctus Germanus und zum Weihbischof im Erzbistum Westminster. Die Bischofsweihe spendete ihm der Erzbischof von Westminster, Vincent Kardinal Nichols, am 4. Juni desselben Jahres. Mitkonsekratoren waren dessen Vorgänger Cormac Kardinal Murphy-O’Connor und der Erzbischof von Southwark, Peter David Smith.